# مالدن (ایندیانا)
مالدن (به انگلیسی: Malden) یک منطقهٔ مسکونی در ایالات متحده آمریکا است که در شهرستان پرتر، ایندیانا واقع شده‌است. مالدن ۲۱۶ متر بالاتر از سطح دریا قرار دارد.